# Sör-Blausjaure
Sör-Blausjaure är en sjö i Malå kommun i Lappland och ingår i Skellefteälvens huvudavrinningsområde. Sjön har en area på 0,124 kvadratkilometer och ligger 333,2 meter över havet.

## Delavrinningsområde
Sör-Blausjaure ingår i det delavrinningsområde (724372-163096) som SMHI kallar för Mynnar i Lobbelbäcken. Medelhöjden är 359 meter över havet och ytan är 20,96 kvadratkilometer. Det finns inga avrinningsområden uppströms utan avrinningsområdet är högsta punkten. Vattendraget som avvattnar avrinningsområdet har biflödesordning 5, vilket innebär att vattnet flödar genom totalt 5 vattendrag innan det når havet efter 157 kilometer. Avrinningsområdet består mestadels av skog (68 procent) och sankmarker (27 procent). Avrinningsområdet har 0,83 kvadratkilometer vattenytor vilket ger det en sjöprocent på 4 procent.